# Міщанка (Україна)
Міща́нка — село Визирської сільської громади в Одеському районі Одеської області. Населення становить 169 осіб.

## Населення
Згідно з переписом УРСР 1989 року чисельність наявного населення села становила 182 особи, з яких 80 чоловіків та 102 жінки.
За переписом населення України 2001 року в селі мешкало 169 осіб.

### Мова
Розподіл населення за рідною мовою за даними перепису 2001 року:
| Мова       | Відсоток |
| ---------- | -------- |
| українська | 91,72 %  |
| російська  | 5,92 %   |
| білоруська | 1,18 %   |
| молдовська | 1,18 %   |